# 903
903 (CMIII) var ett normalår som började en lördag i den julianska kalendern.

## Händelser

### Juli
- Juli – Sedan Benedictus IV har avlidit samma månad väljs Leo V till påve. Han blir dock avsatt redan i september och samma månad (eller 6 december) mördad.

### Okänt datum
- I den Aghlabidiska dynastin efterträds Abdullah II ibn Ibrahim av Ziyadat Allah III ibn Abdillah.

## Födda
- 7 december – As-Sufi, persisk astronom

## Avlidna
- Juli – Benedictus IV, påve sedan 900
- 6 december – Leo V, påve från juli till september detta år (mördad denna dag eller i september)
- Theodrata av Troyes, drottning av Frankrike.